# La noche del hermano
La noche del hermano és una pel·lícula espanyola, dirigida per Santiago García de Leániz en 2005, i protagonitzada per José Ángel Egido, Luis Tosar, Joan Dalmau, Icíar Bollaín, María Vázquez, Jan Cornet, Pablo Rivero.

## Sinopsi
Han passat les estacions, Jaime és un jove sortint d'un despertar de joventut brutalment sacsejat per l'assassinat que va cometre el seu germà major, Alex. Acollit a la casa del seu avi patern és ara quan Jaime ha de començar a prendre les decisions per a un món davant el qual es troba absent i desmotivat: fer-se càrrec o no de l'herència de les terres encara productives i plantejar-se el seu futur; en definitiva, encarar la vida. Des de la presó Alex, com un far en el paisatge de la consciència, es projecta sobre Jaime reclamant la seva part.

## Repartiment
- José Ángel Egido - Boluda
- Luis Tosar - Lorenzo
- Joan Dalmau - Avi
- Icíar Bollaín - Julia
- María Vázquez - María
- Jan Cornet - Jaime
- Pablo Rivero - Álex
- Félix Cubero - Policia

## Nominacions
Goyas 2005
| Categoria              | Persona             | Resultat |
| ---------------------- | ------------------- | -------- |
| Millor música original | Eva Gancedo         | Candidat |
| Millor cançó original  | Eva Gancedo i Yamil | Candidat |